# Zespół uzależnienia od internetu
Zespół uzależnienia od internetu – zespół zależności polegający na nałogowym wielogodzinnym korzystaniu z urządzeń elektronicznych, mających często dostęp do internetu, które jest dla osoby uzależnionej źródłem dystresu oraz w dłuższym okresie negatywnie wpływa na jego funkcjonowanie w sferze fizycznej, psychicznej, interpersonalnej, społecznej, rodzinnej i gospodarczej.

## Rozbieżności terminologiczne
Brak jest jednolitej definicji tego zjawiska, czy choćby kryteriów diagnostycznych. Termin uzależnienie od internetu nie występuje w klasyfikacji ICD-10 jako wyodrębnione zaburzenie. W Polsce stosuje się określenie zaproponowane przez prof. Andrzeja Jakubika: Zespół uzależnienia od Internetu (ZUI). Napotyka się również terminy takie, jak: patologiczne używanie internetu, problematyczne używanie internetu (PUI), nadużywanie internetu, kompulsywne używanie internetu (W piśmiennictwie anglojęzycznym używane są następujące terminy: internet addiction disorder, internet addiction syndrome, internet abuse, compulsive internet use, pathological internet use).

## Podtypy zespołu uzależnienia od Internetu według Kimberly Young
Erotomania internetowa (ang. cybersexual addiction) – polega głównie na oglądaniu filmów i zdjęć z materiałami pornograficznymi lub rozmowach na chatach o tematyce seksualnej. Zjawisko to zaczyna być bardzo groźne, gdy na materiały o treści pornograficznej trafiają osoby małoletnie lub z zaburzeniami w sferze emocjonalnej.
Socjomania internetowa (ang. cyber-relationship addiction) – jest to uzależnienie od internetowych kontaktów społecznych. Osoba nawiązuje nowe kontakty tylko i wyłącznie poprzez sieć, ma zachwiane relacje człowiek-człowiek w kontaktach poza siecią. Ludzie tacy potrafią godzinami „rozmawiać” z innymi użytkownikami internetu, lecz mają trudności przy kontaktach osobistych, następuje też u takich osób zanik komunikacji niewerbalnej, nie potrafią odczytywać informacji nadawanych na tej płaszczyźnie lub odczytują je błędnie.
Osoby takie spotyka się głównie w formach kontaktu, które zapewniają synchroniczną komunikację. Zdarza się, iż „pokoje rozmów” są zakładane przez takie osoby, tylko po to, by mieć możliwość przebywania non stop w tym pokoju i kontaktu z osobami go odwiedzającymi.
Uzależnienie od sieci (ang. net compulsions) – polega na byciu ciągle dostępnym, online. Jest ono bardzo podobne do uzależnienia od komputera, lecz polega na przebywaniu w zasięgu sieci. Osoby takie są cały czas zalogowane do sieci i „obserwują”, co się tam dzieje. Uzależnienie to łączy w sobie wszystkie inne formy ZUI.
Przeciążenie informacyjne (ang. information overload) – występuje przy natłoku informacji np. przebywanie w wielu pokojach rozmów jednocześnie lub udział w wielu listach dyskusyjnych.
Uzależnienie od komputera (ang. computer addiction) – osoba nie musi w tym wypadku przebywać w internecie, wystarczy, że spędza czas przy komputerze. Nie jest dla niej ważne to, co przy nim robi.

## Gdzie można znaleźć w sieci osoby uzależnione?
Osoby, u których stwierdzono uzależnienie od internetu lub zagrożenie tym uzależnieniem, najczęściej spędzają czas na następujących formach rozrywki:
- Komunikatory internetowe – programy na komputery stacjonarne lub urządzenia mobilne służące do przesyłania komunikatów tekstowych lub głosowych oferujące często możliwość korzystania z pokoi konferencyjnych, także witryny z funkcjonalnością komunikatora.
- Internet Relay Chat (IRC) – usługa służąca do porozumiewania się z innymi osobami korzystającymi z internetu. Jest to forma pisanej rozmowy. W Polsce wciąż są notowane małżeństwa, które zapoznały się na kanale i po rzeczywistym spotkaniu związały się ze sobą. Według niektórych szacunków z IRC-a korzysta naraz około 10 tysięcy użytkowników na całym świecie.
- Gry online – specyfika gier online (sieciowych) polega na tym, iż naszym przeciwnikiem nie jest komputer, lecz żywy człowiek. Według niektórych badaczy tego zjawiska, poprzez tego typu gry rzekomo miałby narastać w graczach poziom agresji, który następnie miałby być rozładowywany w świecie realnym, na zwykłych ludziach.
- World Wide Web (WWW)
- Grupy dyskusyjne (newsgroups) i listy adresowe

## Wpływ ZUI na rodzinę
Jedną z form uzależnienia występujących w rodzinie jest uzależnienie od gier. Występuje często u dzieci, których rodzice często są zapracowani. Rzadko reagują oni prawidłowo w tego typu sytuacji. Za późno widzą, że dziecko izoluje się od rówieśników, traci kontakt z rzeczywistością i zamyka się w swoim pokoju z komputerem.
Inną formą jest uzależnienie od komunikacji synchronicznej. W tę formę patologii popadają częściej nastolatkowie i młodzież. Łatwo można to prześledzić przeglądając nicki osób przebywających na czacie. Bardzo często po słowie określającym daną osobę następują cyfry, które z reguły oznaczają wiek osoby logującej się na dany kanał. Zagrożenia, jakie wynikają z tego rodzaju uzależnienia, to między innymi, spotykanie się w sieci z różnymi formami dewiacji seksualnych, zachwianie relacji z osobami w świecie realnym, zanik prawidłowego odczytywania przekazu niewerbalnego, zmiany w słownictwie takie jak używanie skrótów lub przenoszenie specyficznego języka komunikacji elektronicznej do słownictwa codziennego. Groźną dla stabilności związku małżeńskiego formą uzależnienia jest erotomania internetowa. Często jeden z partnerów poprzez internet zdradza drugą osobę. Nie jest to zdrada fizyczna, lecz równie dotkliwa. W Polsce odnotowano przypadek rozwodu, którego opisana powyżej sytuacja była przyczyną.
Przemoc obecna w grach komputerowych, wpływa również niekorzystnie na osoby z nieukształtowanym w pełni światopoglądem. Istotną rolę odgrywa tu nadzór opiekunów nad programami, które są zainstalowane w komputerach ich dzieci. Producenci gier zamieszczają, co prawda ostrzeżenia o dolnej granicy wieku odbiorców, ale sprzedawcy tego nie respektują, gdyż nie mają takiego prawnego obowiązku.

## Skutki psychologiczne i społeczne ZUI
Do skutków psychologicznych, uzależnienia od internetu należy zaliczyć zachwianie komunikacji w sferze pozawerbalnej i werbalnej, depresje powodowane brakiem kontaktu z siecią np. po uszkodzeniu łącza w USA w połowie lat 90. odnotowano wzrost prób samobójczych, gdy podczas prac budowlanych został uszkodzony szkielet infostrady i prawie połowa kraju była pozbawiona dostępu do internetu, przez dwa dni. Innymi skutkami są zaburzenia w normalnym funkcjonowaniu jednostki, z osobą uzależnioną można porozmawiać tylko o tym co się dzieje w sieci, np. o nowinkach technologicznych, zagrożeniach dla świata, polityce, inne sfery życia jej nie interesują.
Istnieje też związek pomiędzy ZUI a prokrastynacją.
U osób z ZUI może występować również rozregulowanie lub przesunięcie rytmu okołodobowego, głównie zaś rytmu sen–aktywność. Najprościej można to zaobserwować, śledząc ruch w sieci w godzinach nocnych. Największy ruch na IRC następuje w późnych godzinach nocnych – i z reguły są tam ci sami, stali bywalcy.
Jest to groźne zjawisko ze względu na skutki społeczne. Osoby takie przez zmianę cyklu okołodobowego zaniedbują pracę i życie rodzinne. Jest to niezwykle groźne, jeśli osoby o chronotypie rannym przestawiają się na życie nocne. Gwałtowna zmiana zachowań związanych z cyklem dobowym może prowadzić do rozdrażnienia, podenerwowania i spadku sprawności psychicznej. Jest to o tyle groźne, że zmianie nie ulega tylko i wyłącznie czas snu i aktywności, lecz również następują wahania stężenia we krwi hormonów, glukozy oraz innych substancji ważnych dla prawidłowego funkcjonowania organizmu.
Do konsekwencji tego uzależnienia należy również zaliczyć zanik więzi emocjonalnych z osobami najbliższymi, rodziną, przyjaciółmi. Cały przekaz emocjonalny skupia się na znajomych i przyjaciołach z sieci. Występują również kłopoty w sferze zawodowej włącznie z utratą i niemożnością znalezienia innej pracy. W tej sferze zespół uzależnienia od internetu nie odbiega od następstw innych uzależnień (alkoholizm, narkomania).
Skutki te można zniwelować tylko i wyłącznie poprzez terapię osoby uzależnionej, która uzmysłowi jej szkody, jakie poniosła w wyniku nieprawidłowego korzystania z internetu, i jak można je naprawić. Należy jednak przede wszystkim przeciwdziałać uzależnieniom, obserwując osoby, które zdają się zbyt często korzystać z internetu.

## Skutki fizjologiczne ZUI
Osoby często korzystające z komputera, skarżą się na problemy ze wzrokiem. W czasach monitorów CRT było to spowodowane promieniowaniem, które emituje monitor. Innym czynnikiem wpływającym na widzenie obrazu wyświetlanego na ekranie monitora komputerowego jest plamka, czyli zespół trzech luminoforów o kolorach czerwonym, zielonym i niebieskim. Wielkość plamki w stosowanych dziś monitorach jest coraz mniejsza, na przykład monitory 17” mają plamkę w granicach 0,22–0,27 mm. Jeśli plamka jest większa, kolory wyświetlane na monitorze mają gorszą jakość barwną, są rozmyte i zatracają szczegóły.
Ręczna regulacja ostrości, zbieżności kolorów, czystości barw i luminancji jest wymagana z powodu niepowtarzalności budowy gałki ocznej u ludzi. Każdy z nas ma inny wzór siatkówki, co spowodowane jest różnym rozmieszczeniem czopków i pręcików, a co za tym idzie różnym spostrzeganiem widzianego przedmiotu. Dlatego też przy długiej pracy należy wyregulować obraz wyświetlany na monitorze, aby jego wygląd był dla nas optymalny.
Monitory komputerowe powinny być również zabezpieczone warstwą antyrefleksyjną. Pojawiające się refleksy na ekranie monitora, powodują zwiększoną pracę mięśni gałki ocznej (musculi bulbi) sterującymi ruchem gałki ocznej. Praca mięśni spowodowana jest przez widzenie dwóch obrazów, a więc ciągłą zmianę ostrości widzenia w stosunku do obrazu wyświetlanego na monitorze i refleksu.
Przy długotrwałym, nieumiejętnym korzystaniu z klawiatury komputerowej często pojawia się zespół cieśni nadgarstka. Przy złym ustawieniu klawiatury i nieumiejętnym rozłożeniu rąk następuje zbyt mocne zgięcie w stawie promieniowo-nadgarstkowym (articulatio radiocarpalis), co z kolei prowadzi do ucisku tętnicy promieniowej (arteria radialis) i łuków tętniczych dłoni (arcus volares). W efekcie następuje niedokrwienie ręki na odcinku nadgarstek, śródręcze i palce. Takie ułożenie ręki skutkuje też długotrwałym napięciem mięśni, co może prowadzić do bolesnych skurczów mięśni.
Długotrwałe przebywanie w pozycji siedzącej powoduje naprężenie mięśni pleców i karku. Długa praca przy komputerze na nieodpowiednim krześle naraża na skrzywienie kręgosłupa, szczególnie dotyczy to dzieci w wieku szkolnym, u których prawidłowa postawa jest bardzo istotna ze względu na rozwój fizyczny.
Osoby długo pracujące przy komputerze są również narażone na repetitive strain injury, czyli zespół urazów wynikających z chronicznego przeciążenia, objawiającym się przewlekłymi bólami ramion, przedramion, przegubów i dłoni, których przyczyny mogą kumulować się, nie dając o sobie znać przez wiele lat. U źródeł RSI leżą nieergonomiczne warunki miejsca pracy.
Objawy odczuwane są dopiero po długim czasie lub po odejściu od komputera, gdyż mózg silnie koncentruje się w czasie pracy na tym, co dzieje się na ekranie i nie potrafi w odpowiednim momencie interpretować sygnałów ostrzegawczych. Są one zagłuszane aż do momentu, gdy stają się nie do wytrzymania.